# Rhaphidophora bonii
Rhaphidophora bonii är en kallaväxtart som beskrevs av Adolf Engler och Kurt Krause. Rhaphidophora bonii ingår i släktet Rhaphidophora och familjen kallaväxter. Inga underarter finns listade.